# 堀達也

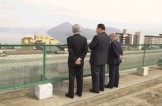
2001年4月8日、長崎良夫虻田町長（右）と共に森喜朗内閣総理大臣（中央）に有珠山噴火の状況説明をする堀（左）

堀 達也（ほり たつや、1935年11月22日 - ）は、日本の政治家・元地方公務員。1995年から北海道知事（公選第13・14代）2期8年務めた。北海学園元理事。札幌大学前理事長。北海道開拓記念館（現・北海道博物館）元館長。北海道スポーツ協会会長。

## 来歴・人物
樺太敷香郡泊岸村出身。網走支庁遠軽町で育つ。1954年、遠軽高校卒業。1958年、北海道大学農学部林産学科を卒業し、北海道庁に入庁。初任地は網走支庁上渚滑林業指導事務所であった。
林務部、北海道大阪事務所、秘書課長、生活環境部次長、土木部次長、知事室長、北海道公営企業管理者、横路孝弘の下で副知事などの職を経て、1995年に北海道知事選に無所属（新進党・日本社会党・公明・民社協会推薦）で出馬し、伊東秀子を破って初当選する。2期目も無所属ながら自由民主党・民主党・公明党・自由党・社会民主党・民社協会の推薦（いわゆる相乗り）を得て再び伊東秀子を破り、圧勝した（ただし、社会民主党は2期目の途中で道政与党から離脱する旨の宣言をしている）。
1997年の北海道拓殖銀行破綻後、非常事態宣言を表明し、北海道の構造改革を呼びかけたが、公共事業の支出で逆に道の財政を悪化させてしまい優秀な人材を道外に流失させた点について、忸怩たる思いだと述懐している。2001年の中央省庁再編により、北海道開発庁が再編・統合された当時の北海道知事であった。
3期目出馬を当初は模索したが民主党が政治スタンスが自民党寄りとして独自候補を模索し、自民党も推薦を見送る公算となったことから出馬を断念した。
知事退任後、2004年より北海道スポーツ協会会長。2004年に札幌大学理事長に就任したが、2009年に退任した。この他、2009年から2015年まで東京農業大学生物産業学部客員教授。2010年から2013年まで北海道開拓記念館館長を歴任。

## 略歴

### 経歴
- 1954年3月 - 北海道遠軽高等学校卒業。
- 1958年3月 - 北海道大学農学部林産学科卒業。
- 1958年4月 - 北海道庁入庁。
- 1993年6月 - 北海道副知事就任。
- 2004年8月10日 - 札幌大学理事長就任。北海道スポーツ協会会長就任
- 2009年8月20日 - 札幌大学理事長退任。
- 2009年 - 東京農業大学生物産業学部客員教授
- 2010年4月 - 北海道開拓記念館（現・北海道博物館）館長就任
- 2013年3月 - 北海道開拓記念館館長退任。
- 2015年 - 東京農業大学客員教授勇退

### 政歴
- 1995年4月9日 - 1995年北海道知事選挙（無所属）当選、1,636,360票。
- 1999年4月11日 - 1999年北海道知事選挙（無所属）2期目当選、1,593,251票。

## 著書
- 『北海道知事という仕事』寿郎社、2003年